# Cerrina Monferrato
Cerrina Monferrato (piemontesisch la Srin-a) ist eine Gemeinde in der italienischen Provinz Alessandria (AL), Region Piemont.

## Lage und Einwohner
Die Gemeinde Cerrina Monferrato liegt 47 km nordwestlich von der Provinzhauptstadt Alessandria in den Hügeln des Monferrato. Das Gemeindegebiet umfasst eine Fläche von 17 km² und hat 1290 (Stand 31. Dezember 2023) Einwohner.
Die Nachbargemeinden sind Castelletto Merli, Gabiano, Mombello Monferrato, Odalengo Grande, Odalengo Piccolo und Villamiroglio.

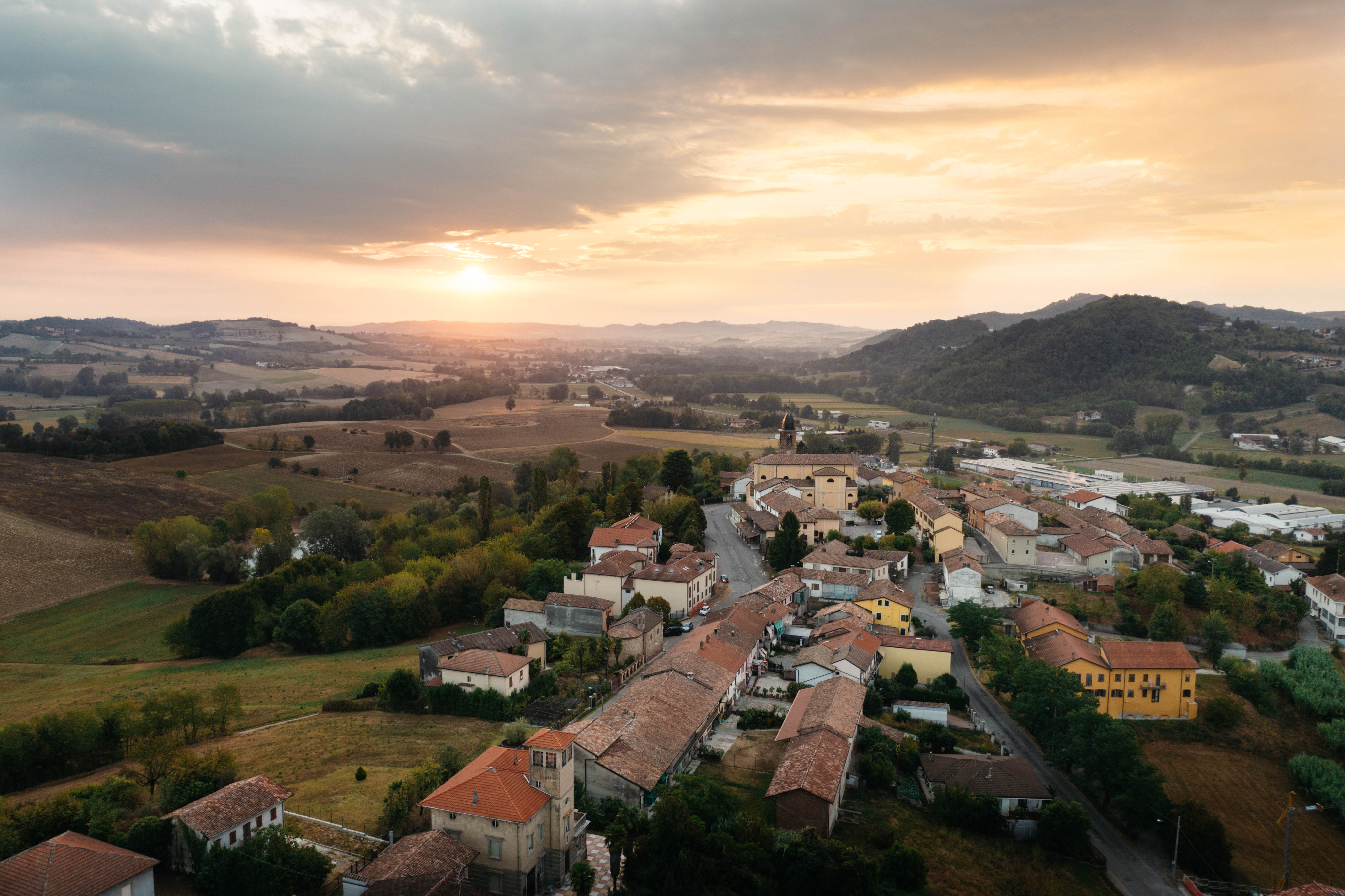
Panorama von Cerrina Monferrato

## Geschichte

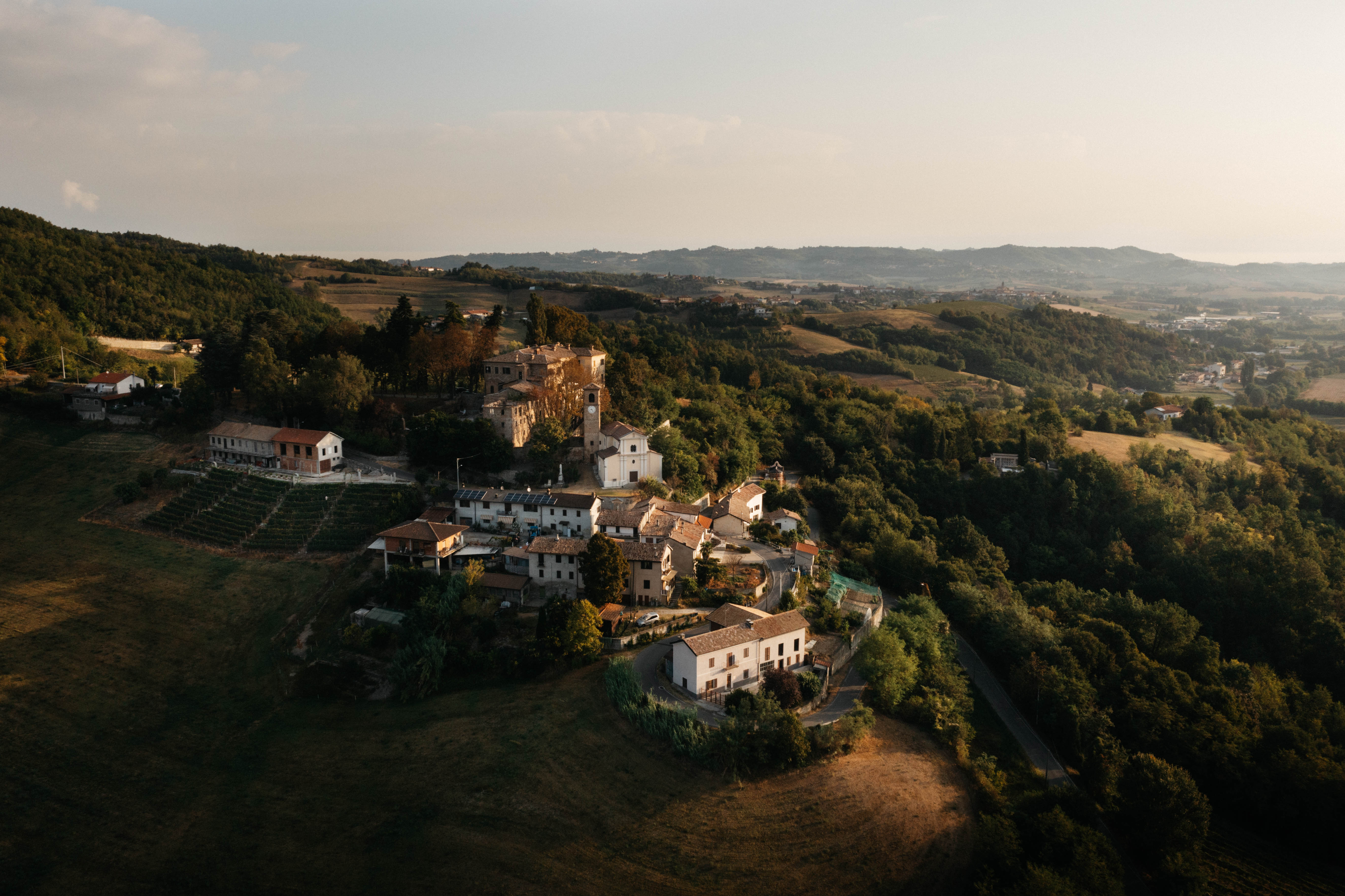
Fraktion Montalero

Der Ursprung seines Namens ist aufgrund der mangelnden Einheitlichkeit der mittelalterlichen Dokumentation ungewiss. Ausgehend von einer der ersten bezeugten Formen, der „Cerradina“ aus dem Jahr 1095, findet sich die Etymologie in „Cerretina“ unter Bezugnahme auf CERRUS, „Eichenart“. Unter anderen Zeugnissen gibt es „Cerriduna“ und „Cerrealus“, die von „Cerretalum“ abstammen und „Ort mit Zerreichen“ bedeuten.
Seine Ursprünge reichen bis ins Mittelalter zurück. Die erste Nachricht davon stammt aus einem Dokument aus dem Jahr 706, in dem der Langobardenkönig Ariperto dem Kloster Lucedio Land in der Gegend schenkte. Eine weitere Schenkung, diesmal von Kaiser Otto unterzeichnete Urkunde. Es wurde Teil des Episkopats von Vercelli, das es den Markgrafen von Monferrato überließ, die es zunächst den Grafen von Valenza belehnten und dann im Jahr 1530 seine Gründung als Gemeinde genehmigten. Im 17. Jahrhundert ging es als Lehen an die genuesische Familie Durazzo Pallavicini über. 1793 wurde es in die savoyischen Herrschaftsgebiete eingegliedert.

## Sehenswürdigkeiten
- Die Überreste eines alten Turms mit Terrakottafenstern.
- Ein Wohnschloss, das den Calcamuggi-Grafen von San Salvatore und den Mazzetti di Casale gehörte.
- Die Kirche, die San Giulio d'Orta gewidmet ist.

## Kulinarische Spezialitäten
Bei Cerrina Monferrato werden Reben der Sorte Barbera für den Barbera d’Asti, einen Rotwein mit DOCG Status angebaut.